# Turniej o Złoty Kask 2016
Turniej o Złoty Kask 2016 – cykl zawodów żużlowych, organizowanych corocznie przez Polski Związek Motorowy. W sezonie 2016 rozegrano trzy turnieje eliminacyjne oraz finał, w którym zwyciężył Patryk Dudek. Sędzia przerwał turniej po 12. wyścigu z powodu opadów deszczu i zgodnie z regulaminem zaliczone zostały wyniki po trzech seriach.

## Finał
- Tarnów, 25 kwietnia 2016
- Sędzia: Tomasz Proszowski

| Msc. | Zawodnik             | Klub         | Pkt |         |  |
| ---- | -------------------- | ------------ | --- | ------- |  |
| 1    | Patryk Dudek         | Zielona Góra | 9   | (3,3,3) |  |
| 2    | Bartosz Zmarzlik     | Gorzów Wlkp. | 8   | (3,2,3) |  |
| 3    | Janusz Kołodziej     | Tarnów       | 8   | (3,3,2) |  |
| 4    | Krzysztof Kasprzak   | Gorzów Wlkp. | 7   | (2,2,3) |  |
| 5    | Tomasz Jędrzejak     | Wrocław      | 5   | (2,3,0) |  |
| 6    | Piotr Pawlicki       | Leszno       | 5   | (3,0,2) |  |
| 7    | Krzysztof Buczkowski | Grudziądz    | 5   | (1,1,3) |  |
| 8    | Maksym Drabik        | Wrocław      | 4   | (1,3,0) |  |
| 9    | Michał Szczepaniak   | Piła         | 4   | (0,2,2) |  |
| 10   | Maciej Janowski      | Wrocław      | 4   | (2,1,1) |  |
| 10   | Piotr Protasiewicz   | Zielona Góra | 4   | (2,1,1) |  |
| 10   | Przemysław Pawlicki  | Gorzów Wlkp. | 4   | (1,2,1) |  |
| 13   | Damian Baliński      | Rybnik       | 2   | (0,d,2) |  |
| 14   | Mateusz Szczepaniak  | Kraków       | 2   | (1,1,0) |  |
| 15   | Norbert Kościuch     | Piła         | 1   | (0,0,1) |  |
| 16   | Krystian Pieszczek   | Zielona Góra | 0   | (w,0,0) |  |
| 17   | Sebastian Ułamek     | Częstochowa  | ns  |         |  |
| 18   | Arkadiusz Madej      | Tarnów       | ns  |         |  |

Bieg po biegu:
1. Kołodziej, Kasprzak, Drabik, Mi. Szczepaniak
2. Pi. Pawlicki, Janowski, Buczkowski, Kościuch
3. Dudek, Jędrzejak, Mat. Szczepaniak, Pieszczek (w)
4. Zmarzlik, Protasiewicz, Prz. Pawlicki, Baliński
5. Dudek, Mi. Szczepaniak, Janowski, Baliński (d)
6. Kołodziej, Prz. Pawlicki, Buczkowski, Pieszczek
7. Drabik, Zmarzlik, Mat. Szczepaniak, Kościuch
8. Jędrzejak, Kasprzak, Protasiewicz, Pi. Pawlicki
9. Buczkowski, Mi. Szczepaniak, Protasiewicz, Mat. Szczepaniak
10. Zmarzlik, Kołodziej, Janowski, Jędrzejak
11. Dudek, Pi. Pawlicki, Prz. Pawlicki, Drabik
12. Kasprzak, Baliński, Kościuch, Pieszczek